# Diabolus in Musica
Diabolus in Musica är Slayers sjunde studioalbum, utgivet den 9 juni 1998. Soundet påminner mer om Nu-Metal än thrash.

## Låtlista
| Nr  | Titel                  | Text                  | Musik    | Längd |
| --- | ---------------------- | --------------------- | -------- | ----- |
| 1.  | Bitter Peace           | Jeff Hanneman         | Hanneman | 4:32  |
| 2.  | Death's Head           | Hanneman              | Hanneman | 3:34  |
| 3.  | Stain of Mind          | Kerry King            | Hanneman | 3:24  |
| 4.  | Overt Enemy            | Hanneman              | Hanneman | 4:41  |
| 5.  | Perversions of Pain    | King                  | Hanneman | 3:33  |
| 6.  | Love to Hate           | Hanneman, King        | Hanneman | 3:07  |
| 7.  | Desire                 | Tom Araya             | Hanneman | 4:19  |
| 8.  | In the Name of God     | King                  | King     | 3:40  |
| 9.  | Scrum                  | King                  | Hanneman | 2:16  |
| 10. | Screaming from the Sky | Hanneman, King, Araya | Hanneman | 3:12  |
| 11. | Point                  | King                  | Hanneman | 4:11  |

Japanska utgåvan
| Nr  | Titel                  | Text                  | Musik          | Längd |
| --- | ---------------------- | --------------------- | -------------- | ----- |
| 1.  | Bitter Peace           | Hanneman              | Hanneman       | 4:32  |
| 2.  | Death's Head           | Hanneman              | Hanneman       | 3:29  |
| 3.  | Stain of Mind          | King                  | Hanneman       | 3:24  |
| 4.  | Overt Enemy            | Hanneman              | Hanneman       | 4:41  |
| 5.  | Perversions of Pain    | King                  | Hanneman       | 3:30  |
| 6.  | Love to Hate           | Hanneman, King        | Hanneman       | 3:05  |
| 7.  | Desire                 | Araya                 | Hanneman       | 4:19  |
| 8.  | Unguarded Instinct     | King                  | Hanneman       | 3:42  |
| 9.  | In the Name of God     | King                  | King           | 3:38  |
| 10. | Scrum                  | King                  | Hanneman       | 2:18  |
| 11. | Screaming from the Sky | Hanneman, King, Araya | Hanneman       | 3:12  |
| 12. | Wicked                 | Araya, Paul Bostaph   | Hanneman, King | 6:00  |
| 13. | Point                  | King                  | Hanneman       | 4:12  |

## Musiker
- Tom Araya – elbas, sång
- Jeff Hanneman – gitarr
- Kerry King – gitarr
- Paul Bostaph – trummor